# Belinda Bencic
Belinda Bencic (Flawil, 10 marzo 1997) è una tennista svizzera.
Durante la sua carriera si è aggiudicata nove titoli WTA tra cui i Premier 5 di Toronto 2015 e Dubai 2019 più altri due titoli nel circuito WTA 125. Nei tornei del Grande Slam vanta come miglior risultato le semifinali centrate allo US Open 2019 e a Wimbledon 2025. Inoltre, sempre nel 2019, si qualifica per la prima volta e contestualmente approda alla semifinale anche alle WTA Finals. Per quanto riguarda la classifica WTA il suo migliore piazzamento è stato la 4ª posizione mondiale il 17 febbraio del 2020; nel doppio vanta invece come miglior piazzamento la posizione numero 59, raggiunta il 1º febbraio del 2016.
Ha rappresentato la Svizzera ai Giochi olimpici di Tokyo, aggiudicandosi l’oro in singolare, e l'argento nel doppio in coppia con Viktorija Golubic.

## Biografia
Nata in Svizzera, a Flawil (nel Canton San Gallo), è di origine slovacca. Il padre, Ivan Benčič, che l'allena insieme a Melanie Molitor, la madre di Martina Hingis, fuggì dalla Cecoslovacchia nel 1968 durante la primavera di Praga per stabilirsi in Svizzera. Il nonno paterno ha avuto una discreta carriera da giocatore di hockey facendo parte dell'HC Slovan Bratislava.
Suo padre, vedendo il fenomeno Martina Hingis ottenere i primi grandi successi, sprona la figlia a iniziare a giocare a tennis all'età di due anni insieme a lui, facendola allenare ogni giorno per un'ora fino ai quattro anni. A quell'età disputa il suo primo match ufficiale con una tennista di sei anni più grande dalla quale riceve un doppio bagel. Ha dichiarato che è stata spronata più volte dal padre, nonché suo allenatore, a disputare dei match contro le colleghe più grandi e a vincere almeno due game per partita.
A sei anni trascorre sei mesi nell'Accademia di Nick Bollettieri in Florida vincendo diversi tornei Under 10. Per potere viaggiare con la figlia e seguirla nei sempre più numerosi tornei, chiede al suo ex compagno di hockey ora diventato imprenditore, Marcel Niederer, di sponsorizzare Belinda: Niederer accetta. In seguito a ciò il padre lascia il proprio lavoro di agente e inizia ad allenare la figlia a tempo pieno.
Nel 2004 la famiglia Bencic si trasferisce a Wollerau, dove la madre di Hingis aveva da poco aperto un'accademia. In tal modo comincia ad allenarsi ogni giorno con Melanie Molitor, scambiando qualche battuta anche con Martina Hingis.

## Carriera

### Junior
A livello giovanile si fa notare principalmente per i risultati in doppio nel 2012. In questa specialità raggiunge infatti i quarti di finale al Roland Garros in coppia con Natália Vajdová, la finale a Wimbledon insieme a Ana Konjuh e un'altra finale agli US Open questa volta a fianco di Petra Uberalová. Nel maggio 2013 si aggiudica il Trofeo Bonfiglio battendo in finale la russa Dar'ja Kasatkina.
L'8 giugno 2013 vince il singolare ragazze al Roland Garros battendo in finale la tedesca Antonia Lottner. Poche settimane dopo, il 6 luglio 2013, vince il singolare ragazze a Wimbledon, battendo in finale la statunitense Taylor Townsend. Con questo secondo successo consecutivo in un torneo dello Slam interrompe la serie di vincitrici diverse iniziata nel 2007 e durata per ventisei major.

### 2011-2013: debutto WTA ed inizi
Inizia a giocare all'interno del circuito ITF nel 2011 a soli 14 anni e come migliore risultato ottiene i quarti di finale al torneo di Fallanden; nel mese di ottobre tenta di qualificarsi per il torneo WTA di Lussemburgo.
L'anno 2012 inizia con i quarti al torneo ITF di Leimen; successivamente in Fed Cup gioca due match con la squadra svizzera, aiutando la sua nazione durante gli spareggi per rimanere nel Gruppo Mondiale II. Dopo avere fallito le qualificazioni ai tornei WTA di Bruxelles e 's-Hertogenbosch, nel settembre 2012, dopo avere superato le qualificazioni, vince il primo torneo ITF della carriera a Sharm el-Sheikh superando in finale Fatma Al-Nabhani. Nello stesso torneo vince anche il titolo nel doppio in coppia con la francese Lou Brouleau. Il 30 settembre 2012 vince il suo secondo torneo ITF, ancora una volta a Sharm el-Sheikh, battendo in finale l'austriaca Barbara Haas.

Fa il suo esordio nel circuito WTA nell'ottobre 2012 accedendo grazie a una wild-card al tabellone principale del BGL Luxembourg Open. Nella sfida al primo turno perde contro Venus Williams. Nello stesso torneo esordisce anche nel doppio, con lo stesso esito.

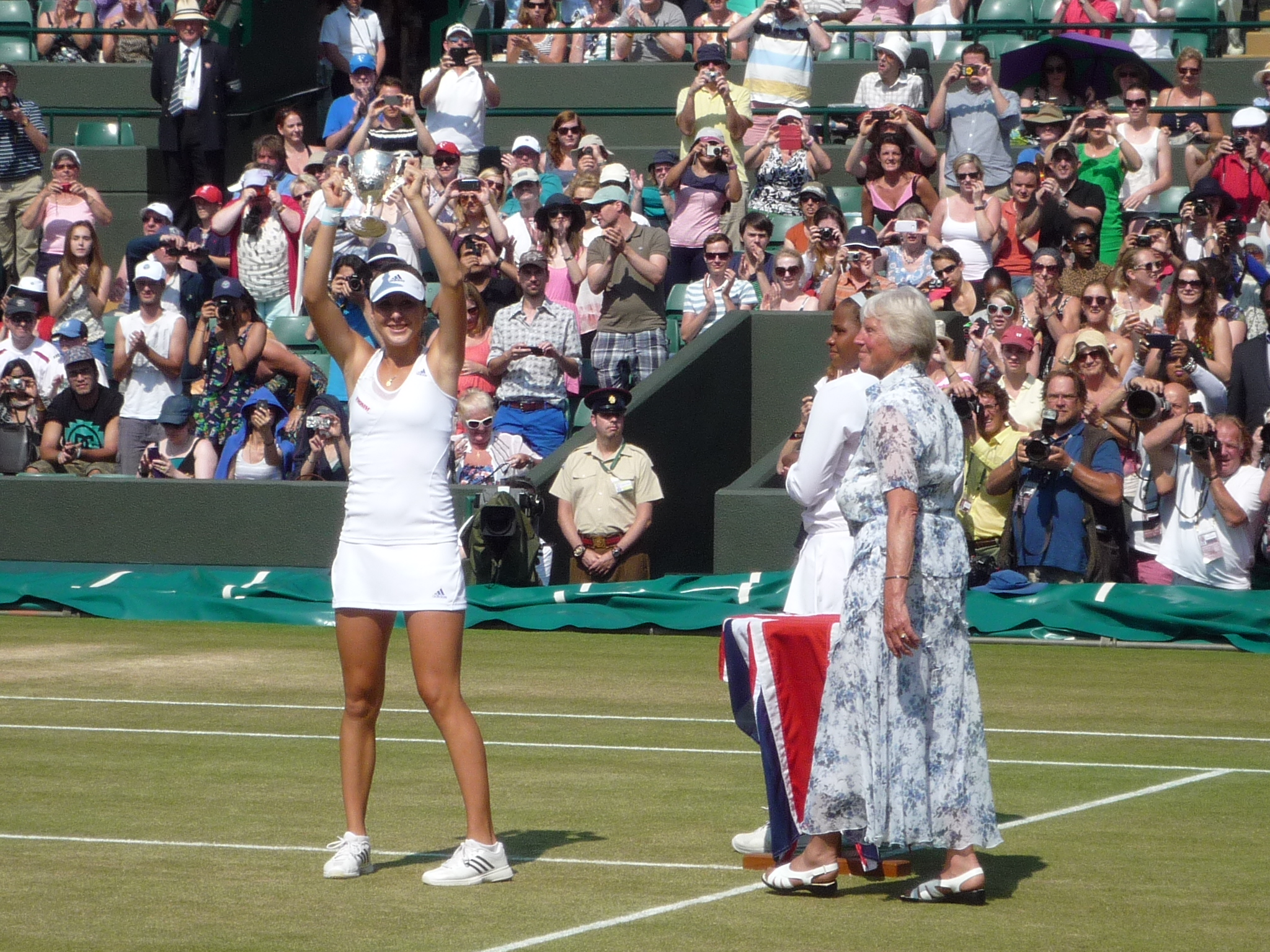
Belinda Bencic premiata vincitrice del Torneo di Wimbledon juniores nel 2013

Nel marzo 2013 grazie a una wild card partecipa alle qualificazioni del torneo di Miami dove viene eliminata da Coco Vandeweghe in due set. Nel mese di giugno si aggiudica il secondo titolo ITF nel doppio al torneo di Lenzerheide in coppia con la ceca Kateřina Siniaková. Nel luglio del 2013 ottiene una wild-card al torneo WTA di Båstad, ma viene sconfitta dalla georgiana Anna Tatišvili.
Nel settembre successivo la giovane svizzera ottiene un'altra wild-card per il Torneo WTA Premier 5 di Tokyo. In questa occasione, al secondo turno, cede contro Petra Kvitová. Il mese successivo supera le qualificazioni per l'HP Open di Osaka per arrendersi al secondo turno davanti a Samantha Stosur. L'anno si chiude con la sconfitta in finale al torneo ITF di Makinohara e la sconfitta nella settimana successiva ancora nella finale nel doppio al torneo ITF di Hamamatsu.

### 2014: Prima finale WTA, quarti di finale agli US Open e Top 40

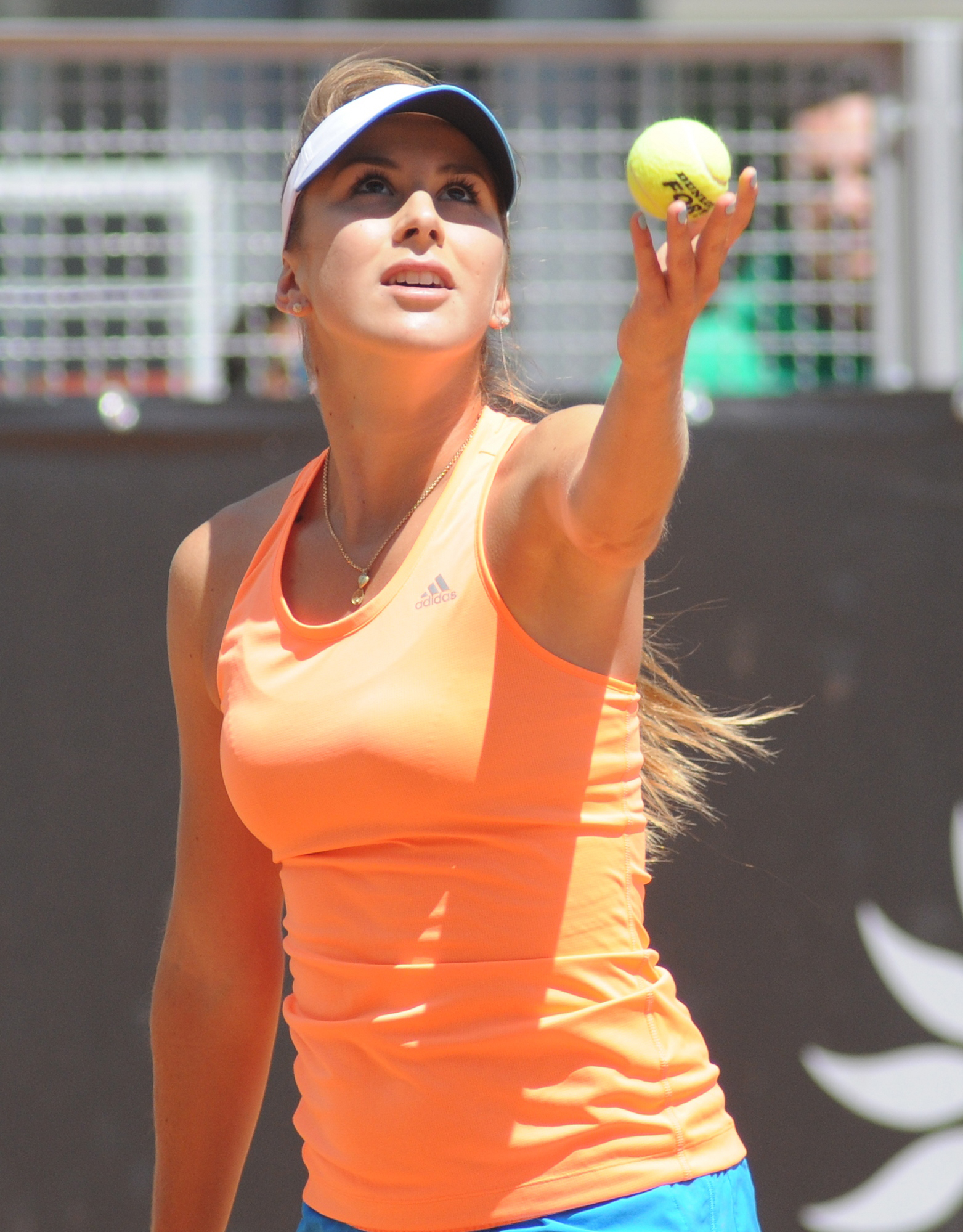
Belinda Bencic agli Internazionali d'Italia 2014

Inizia l'anno superando le qualificazioni per l'Australian Open senza cedere set. All'esordio negli Slam supera in tre set Kimiko Date-Krumm, più grande di oltre venticinque anni. Al secondo turno viene sconfitta da Li Na che successivamente vincerà lo Slam australiano. Nel mese di febbraio scende in campo nell'incontro di Fed Cup contro la Francia vincendo entrambi i suoi match di singolare.
A fine marzo, superate le qualificazioni del torneo di Charleston, inanella una serie di vittorie raggiungendo la prima semifinale nel circuito WTA contro la slovacca Jana Čepelová. Al torneo di Roma si ferma al secondo turno, mentre al Roland Garros al primo.
Continua a migliorare negli Slam: a Wimbledon raggiunge il terzo turno dove ha la peggio contro Halep mentre agli US Open riesce ad avanzare fino ai quarti di finale (eliminando due teste di serie), per essere poi battuta da Peng Shuai. In ottobre raggiunge la sua prima finale WTA, a Tianjin, dove perde contro Riske.

### 2015: Primi titoli WTA e l'ascesa

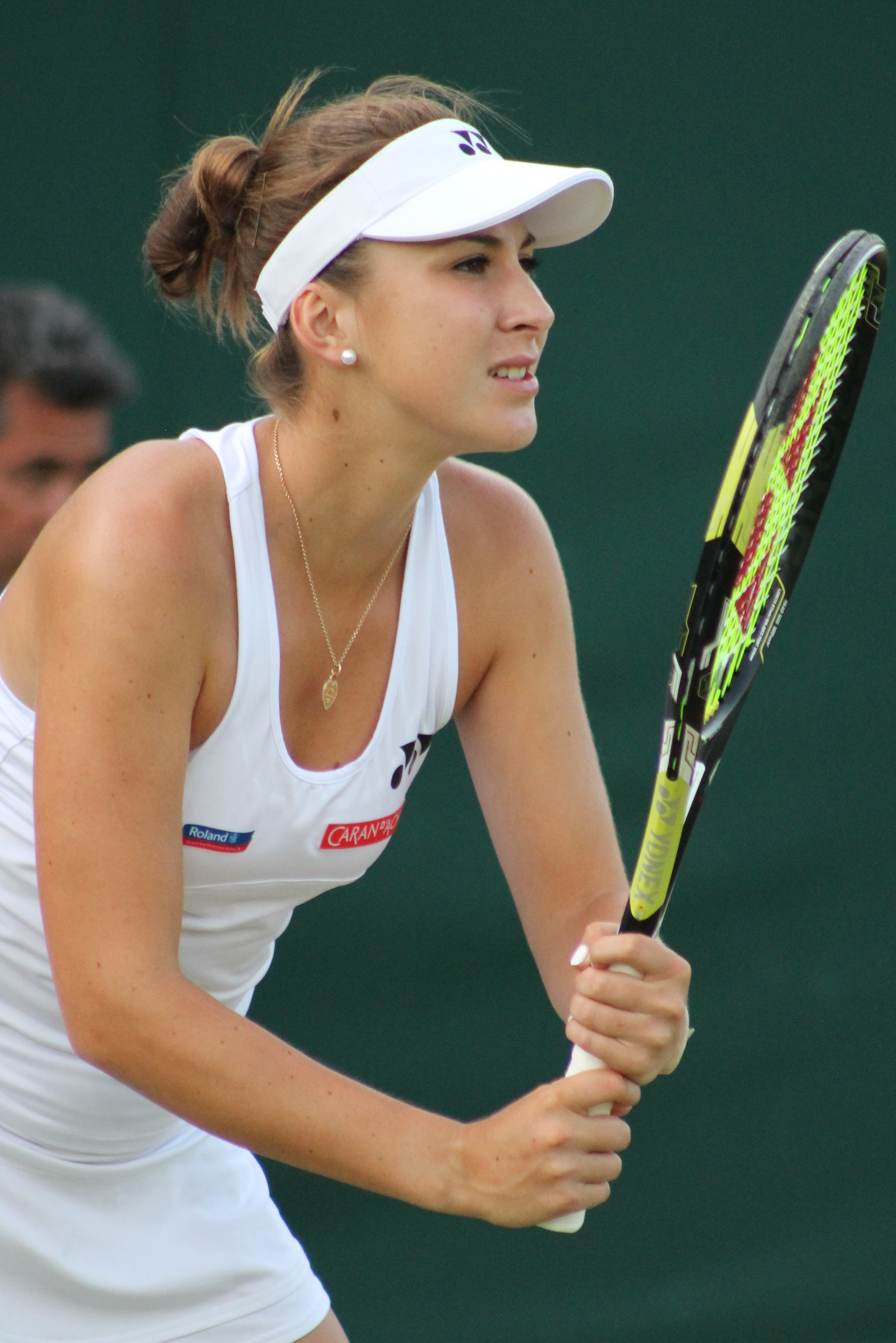
Belinda Bencic a Wimbledon nel 2015

Nel primo torneo del Grande Slam della stagione, gli Australian Open, perde al primo turno. Ad Indian Wells ottiene il suo primo successo importante battendo la numero 5 del mondo Caroline Wozniacki. Agli ottavi viene sconfitta da Jelena Janković. All'inizio di maggio si aggiudica il primo titolo WTA nel doppio al torneo di Praga in coppia con Kateřina Siniaková. Al Roland Garros perde al secondo turno contro Madison Keys. Al torneo di 's-Hertogenbosch, dopo aver sconfitto Janković, giunge in finale, dove perde dall'italiana Camila Giorgi.
Nel torneo di Eastbourne avanza al terzo turno su Eugenie Bouchard e in semifinale su Caroline Wozniacki, entrambe per ritiro. Il 27 giugno 2015 vince il suo primo titolo WTA battendo in finale la polacca Agnieszka Radwańska. A Wimbledon viene sconfitta agli ottavi dalla bielorussa Viktoryja Azaranka.
In seguito, al torneo di Washington, vince il titolo nel doppio con Kristina Mladenovic. Al Premier 5 di Toronto batte ai quarti Ana Ivanović. In semifinale compie l'exploit battendo la numero uno al mondo Serena Williams, che non perdeva con una diciottenne dal 2004 contro Marija Šarapova. In finale sfida la rumena Simona Halep, che si ritira per problemi fisici sul 7–6(5), 6(4),–7, 3–0 a suo sfavore.
Grazie alla vittoria a Toronto raggiunge il 16 agosto la 12ª posizione WTA, scavalcando Timea Bacsinszky e diventando la prima tennista svizzera nel ranking WTA. Subito dopo, al Premier di Cincinnati, sconfigge la tedesca Angelique Kerber, nº 11 al mondo. Dopo avere battuto anche Flavia Pennetta, è costretta al ritiro per un infortunio al polso nel match del terzo turno contro Lucie Šafářová.
Agli US Open termina la sua avventura al terzo turno contro Venus Williams. Si presenta poi al Toray Pan Pacific Open di Tokyo dove sconfigge Stosur, Muguruza,e Wozniacki, per poi farsi dominare in finale dalla polacca Agnieszka Radwańska che le lascia solo quattro giochi in due set.

### 2016: Ottavi di finale agli Australian Open e Top 10

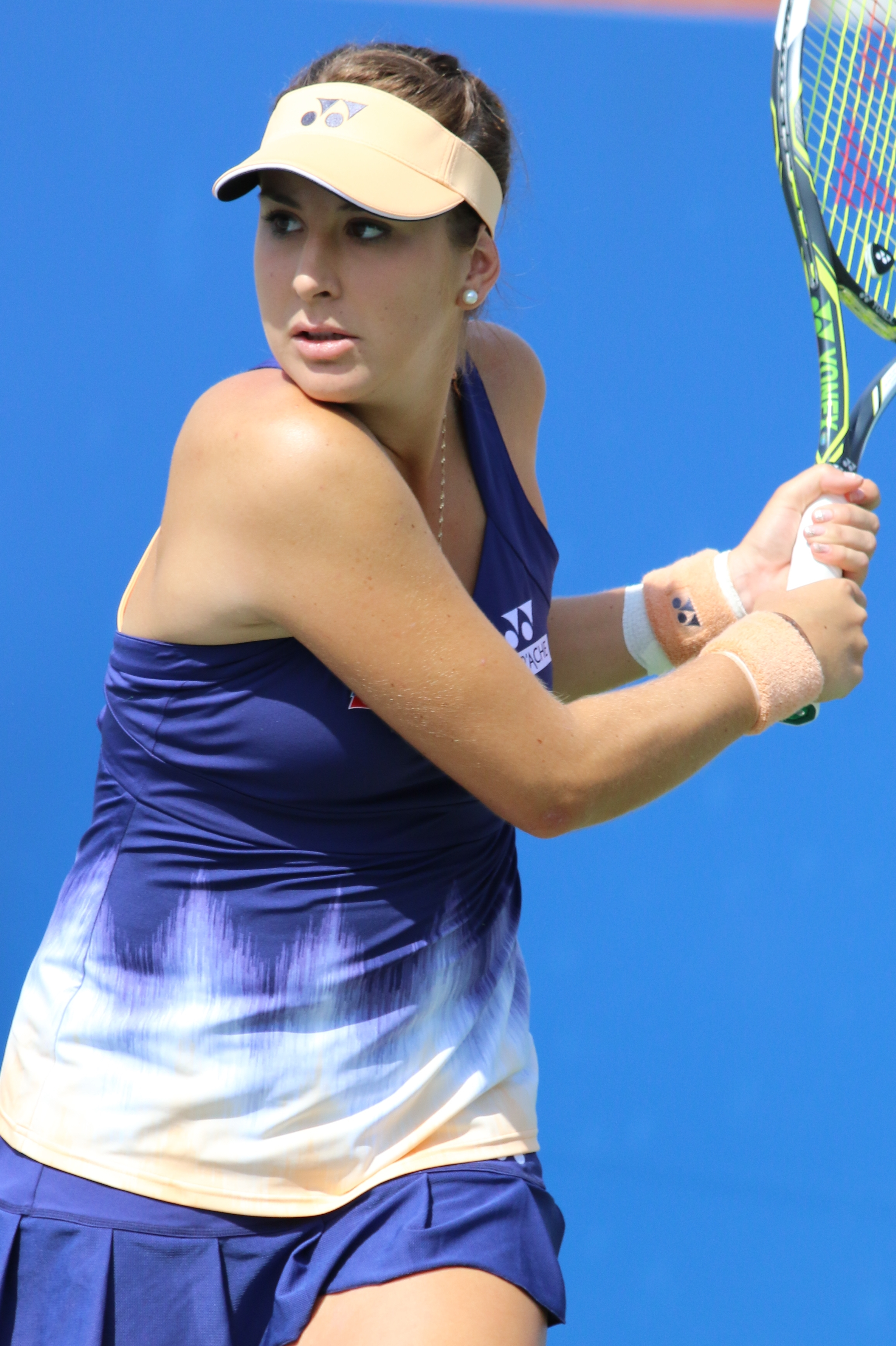
Belinda Bencic nel 2016

Inizia la stagione a Brisbane dove perde al secondo turno. A Sydney dopo un esordio difficile si ritira in semifinale contro Puig, nonostante avesse vinto per 6–0 il primo parziale. Ritorna agli Australian Open dove esce agli ottavi contro Marija Šarapova.
Viene chiamata poi dalla Svizzera per disputare il primo turno di Fed Cup contro la Germania. Vince entrambi i singolari su Andrea Petković e Angelique Kerber, aiutando la sua nazionale ad accedere alle semifinali. Torna al circuito WTA a San Pietroburgo, dove raggiunge la sesta finale WTA della carriera in cui prevale l'italiana Roberta Vinci. Nonostante la sconfitta entra per la prima volta in carriera nella top-10 mondiale, alla posizione numero 9.
Dopo questo risultato ha una serie di performance negative raccogliendo due secondi turni a Dubai e Doha mentre a Indian Wells giunge al terzo. A Miami è costretta al ritiro contro Kristýna Plíšková nel corso del primo set. Fa tappa per iniziare la stagione su terra a Charleston da numero 2 del seeding. Al secondo turno viene tuttavia dominata da Elena Vesnina, poi futura finalista, per 6–1, 6–1. Dopo Charleston è costretta a rimanere inattiva per via di un infortunio alla schiena, che le fa saltare tutta la stagione sulla terra, compreso il Roland Garros.
Fa ritorno sull'erba di 's-Hertogenbosch dove, da testa di serie numero 1, raggiunge le semifinali, eliminata da Kristina Mladenovic. Ad Eastbourne, dopo un bye, esce per mano di nuovo di Vesnina. A Wimbledon al secondo turno è costretta nuovamente al ritiro contro la qualificata Julia Boserup. Viene eliminata all'esordio sia a Cincinnati che a New Haven. Agli US Open al terzo turno cede di schianto contro Johanna Konta che le lascia appena tre giochi. Chiude la stagione in diminuendo con il solo mezionabile secondo turno a Pechino.

### 2017: Due titoli WTA 125s, operazione al polso e crollo oltre la Top 300

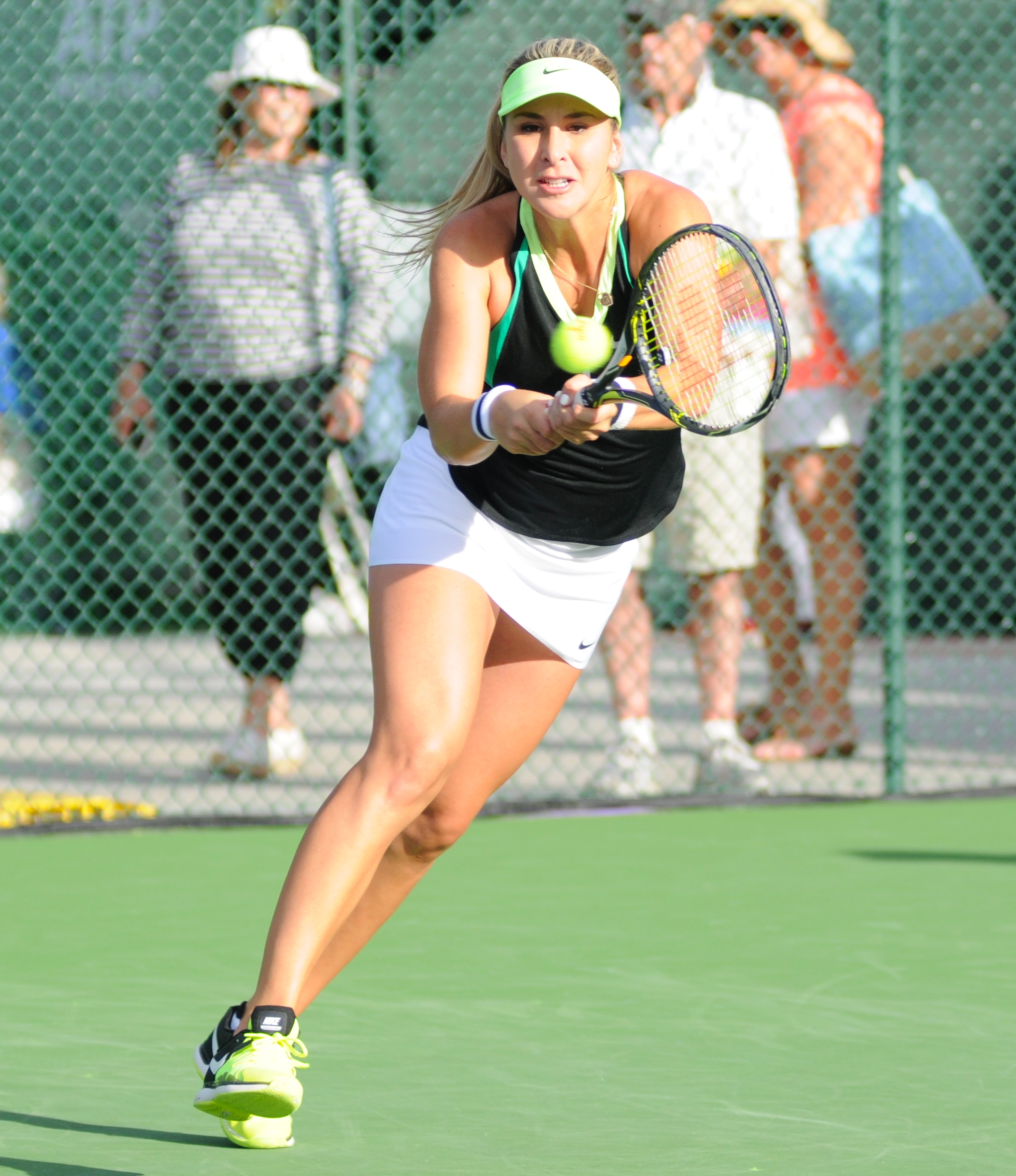
Belinda Bencic nel 2017

Il trend negativo dovuto anche agli infortuni continua pure nella nuova stagione dove viene sconfitta prematuramente nei tornei di Sydney, Australian Open, San Pietroburgo, Acapulco, Indians Wells, Miami e Bienne.
Successivamente si ferma per alcuni mesi a causa di un'operazione al polso sinistro. A causa dell'infortunio crolla fino alla 318ª posizione del ranking.
Riprende a giocare nei tornei minori vincendo il torneo ITF di San Pietroburgo contro Jastrems'ka; nello stesso torneo raggiunge la finale anche nel doppio in coppia con Michaela Hončová. Ritorna a gareggiare in autunno a Linz dove raggiunge i quarti di finale. Vince successivamente il torneo ITF di Poitiers in doppio con Yanina Wickmayer.
Torna a vincere un torneo dopo due anni di assenza nel WTA 125 in Thailandia dove sconfigge Hsieh in finale. Vince il secondo torneo consecutivo della stagione nel WTA 125 di Taipei, battendo Rus in finale.
Vince un altro torneo ITF negli Emirati Arabi usufruendo del ritiro di Tomljanović in finale. Ritorna a fine stagione nella Top 100 (74ª posizione).

### 2018: Ottavo di finale a Wimbledon e Top 50

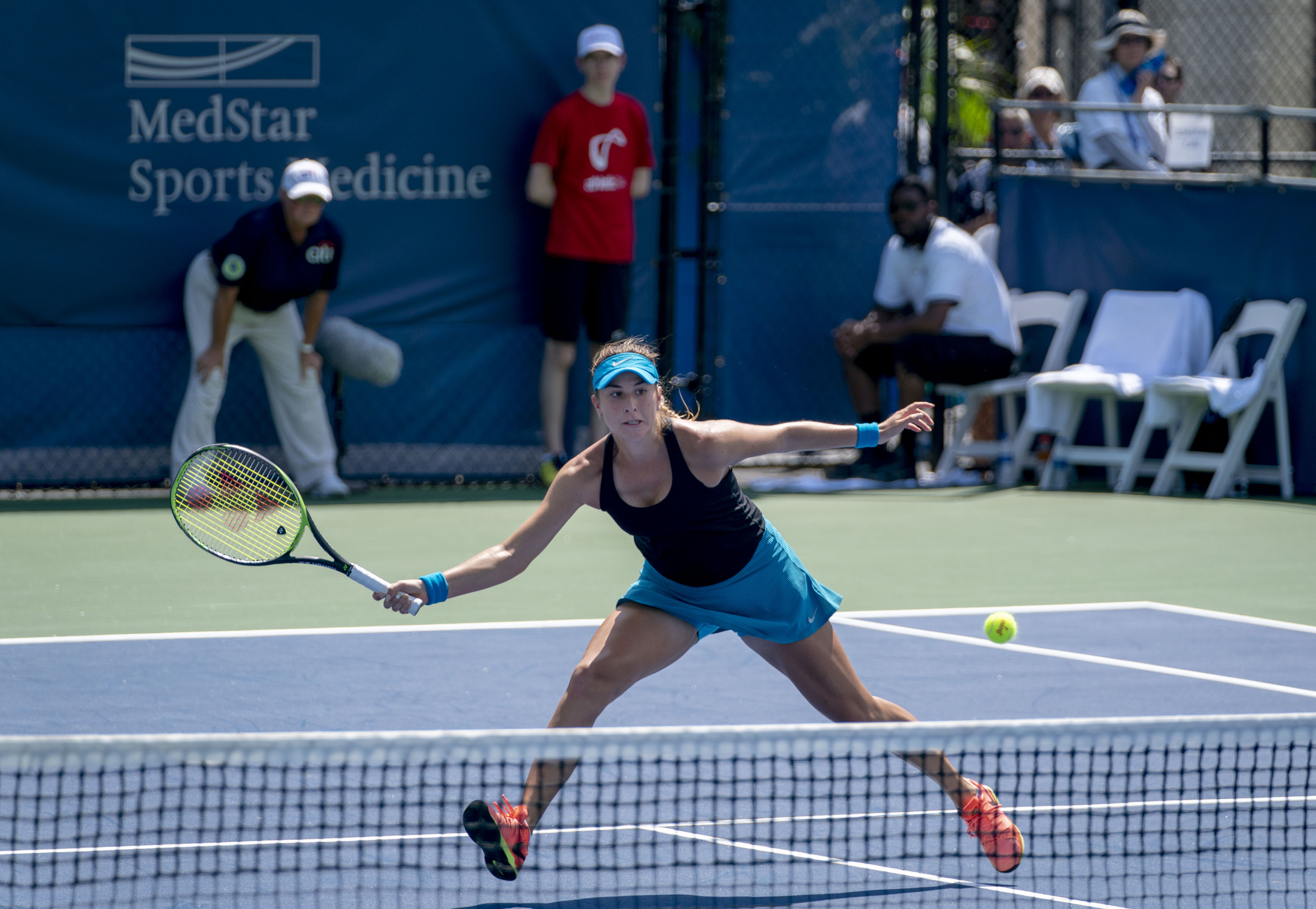
Belinda Bencic a Washington nel 2018

Partecipa al primo Grand Slam dell'anno, l'Australian Open, dove torna a vincere contro una Top 10 battendo Venus Williams al primo turno. Si ferma al secondo turno anche ad Indian Wells contro Ostapenko, e all'Open di Francia e anche sull'erba di 's-Hertogenbosch.
Ritorna a disputare un ottavo di finale Slam a Wimbledon superando Garcia, Riske e Suárez Navarro, per essere eliminata dall'11º testa di serie e futura campionessa, Kerber.
A Washington raggiunge i quarti di finale, così come a New Haven dopo aver battuto nettamente Giorgi agli ottavi, per poi cedere alla futura vincitrice del torneo Aryna Sabalenka. Viene poi sconfitta al primo turno agli US Open, di Tokyo, di Wuhan, di Pechino e Linz. In finale di stagione partecipa all'International di Lussemburgo, dove nonostante giochi un brillante torneo deve arrendersi in finale alla tedesca Julia Görges. Grazie a questo risultato si posiziona nuovamente nella top 50. L'anno si chiude con la vittoria al torneo ITF di Las Vegas.

### 2019: Semifinale agli US Open e alle Finals, due titoli WTA e ritorno nella Top 10
L'anno della rinascita tennistica inizia con la semifinale all'International di Hobart e un terzo turno contro Kvitova, futura finalista, agli Australian Open. Al torneo di Dubai elimina Sabalenka, numero nove del ranking, al terzo turno. Nei quarti di finale supera Halep, numero tre del mondo; mentre nella semifinale estromette Svitolina, numero sei del ranking. In finale, sconfigge Kvitová, numero due della classifica.

Disputa gli Indian Wells come testa di serie, spingendosi fino alla semifinale eliminando al quarto turno Naomi Ōsaka, numero uno del mondo e campionessa uscente, e Karolína Plíšková, numero cinque del ranking ai quarti. In semifinale perde da Kerber. Con questo traguardo raggiunge la 20ª posizione. A Miami viene sorpresa all'esordio da Putintseva, a Charleston da Petra Martić ai quarti. 

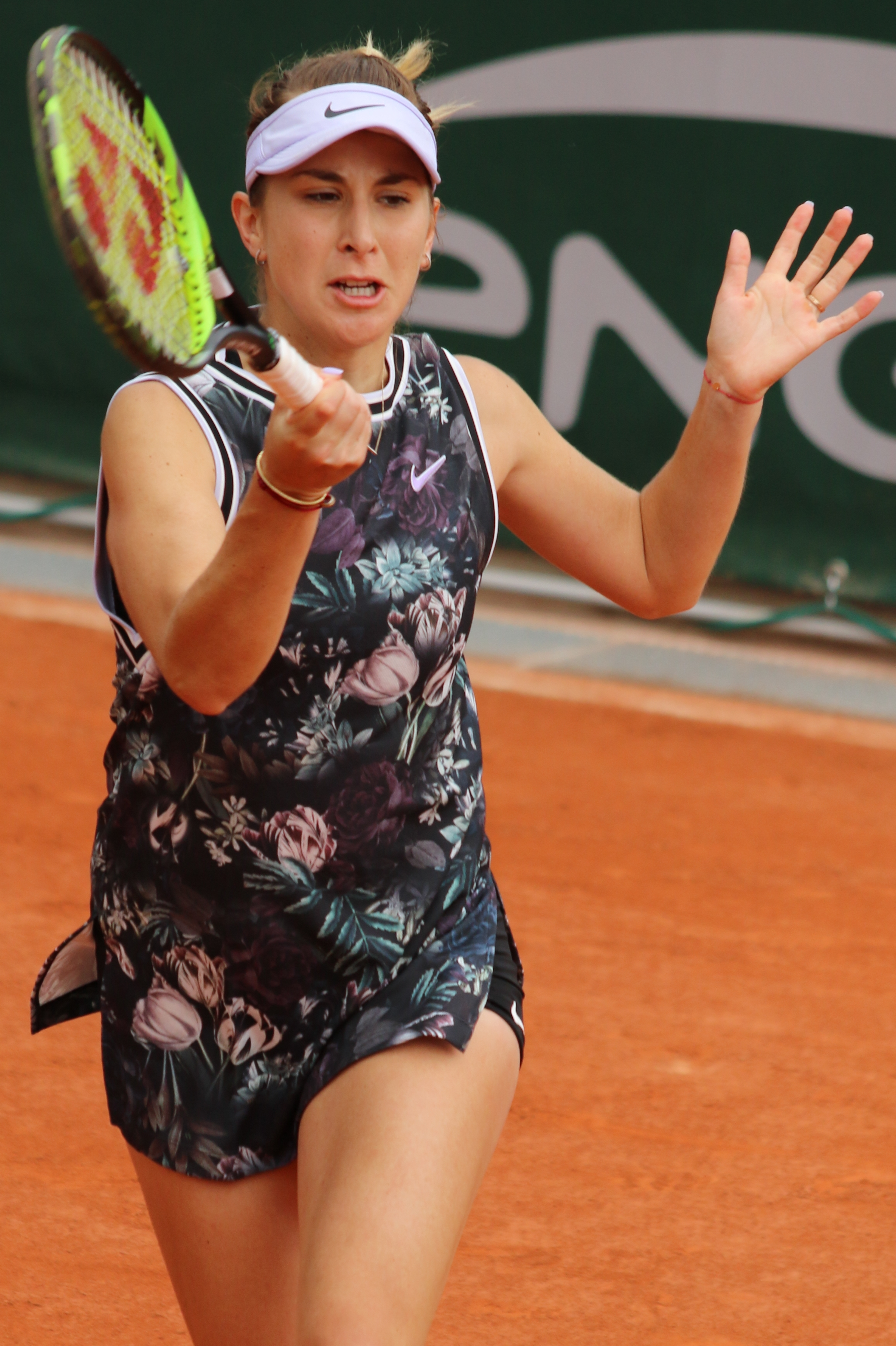
Belinda Bencic al Roland Garros nel 2019

 Partecipa al torneo di Lugano da prima testa di serie, ma viene eliminata all'esordio stavolta da Lottner. Perde sulla terra rossa di Stoccarda al secondo turno da Bertens, che le infligge venti ace. Al Premier Mandatory di Madrid raggiunge la semifinal, sconfitta da Halep, estromettendo ai quarti Naomi Ōsaka, numero uno della classifica. Delude agli Internazionali d'Italia perdendo al secondo turno contro Mladenovic. Al Roland Garros fa meglio con un terzo turno contro la sorpresa del torneo, Donna Vekić. Sui campi di Maiorca raggiunge il picco di forma e la finale, la seconda stagionale. Durante il torneo batte fra le altre Amanda Anisimova e Kerber. Nella finale viene sconfitta di misura al tie-break del terzo set da Sofia Kenin.
Sull'erba di Eastbourne subisce la rimonta al secondo turno di Ekaterina Aleksandrova. Nello Slam londinese non riesce a difendere gli ottavi di finale dell'anno precedente, in quanto viene fermata al terzo turno da Riske. Vola a Toronto in preparazione dell'ultimo Slam stagionale. Qui sconfigge Anastasija Potapova e Julia Görges, per poi arrendersi a Svitolina. Ritornata negli Stati Uniti, a Cincinnati è costretta al ritiro nel match d'esordio contro Viktoryja Azaranka. Archiviato l'infortunio partecipa agli US Open dove usufruisce del ritiro di Anett Kontaveit agli ottavi e prevale sulla campionessa in carica e numero uno del mondo, Naomi Ōsaka. Supera quindi Vekić accedendo per la prima volta in carriera a una semifinale Slam, dove viene sconfitta dalla teenager e futura campionessa Bianca Andreescu. In seguito a questo risultato agguanta la decima posizione, la più alta da giugno 2016.
Non sigla particolari successi ai tornei di Wuhan e Pechino. Successivamente, a Linz viene sorprendentemente eliminata al primo turno da Anna-Lena Friedsam, prematura sconfitta che mette in dubbio la sua partecipazione alle WTA Finals. Tuttavia, riesce ad ottenere una wildcard per disputare il torneo Premier di Mosca, nel quale deve raggiungere la finale per avere qualche chances di qualificazione. Dopo aver avuto qualche difficoltà al primo turno contro Hercog, grazie alla sconfitta di Bertens, sua diretta rivale per le WTA Finals, e alla sua vittoria su Flipkens, accede prima alla semifinale, dove supera agevolmente Mladenovic, assicurandosi così l'ottavo e ultimo posto per il torneo di fine anno. Completa trionfalmente il suo percorso nel torneo con la vittoria su Pavlyuchenkova con la rimonta in tre set degli ultimi due in cui lascia alla russa solo due giochi. Ritorna numero sette del mondo dopo quasi 1400 giorni dall'ultima volta e riporta la Kremlin Cup in Svizzera a distanza di 19 anni, quando a farlo nel 2000 fu Martina Hingis.
Alle Finals viene inserita nel gruppo rosso insieme a Barty, Kvitová e Naomi Osaka (sostituita poi da Bertens). In seguito alle vittorie sulla ceca, e sull'olandese a causa del suo ritiro, si qualifica per la semifinale dove sarà costretta a sua volta a ritirarsi nel corso dell'incontro con Svitolina per un problema al piede. A fine torneo scivola all'8ª posizione del ranking.

### 2020:Best ranking

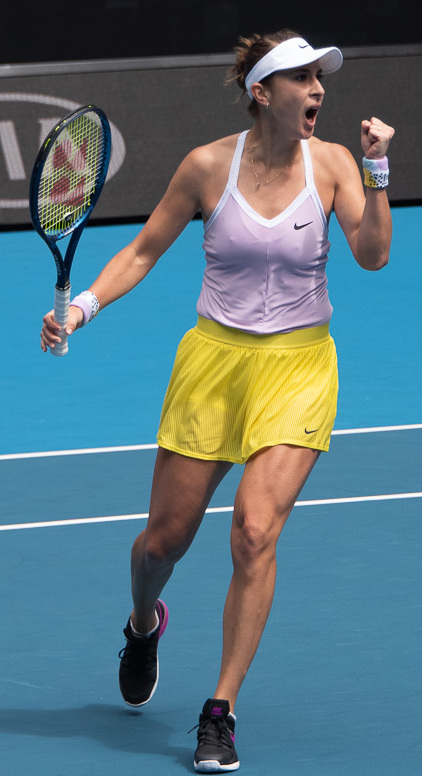
Belinda Bencic agli Australian Open 2020

Ad Adelaide supera Kasatkina e Görges, prima di venire fermata da Danielle Collins. Si presenta agli Australian Open, dove ripete il terzo turno dell'anno precedente subendo una pesante sconfitta da parte di Kontaveit. A San Pietroburgo perde al secondo turno da Maria Sakkarī, tuttavia sale alla quarta posizione WTA, suo best ranking. Secondo turno anche contro Pavlyuchenkova a Dubai, dove l'elvetica difendeva il titolo. Fa meglio a Doha dove arriva ai quarti ostacolata da Kuznetsova. Anche in doppio, insieme a Kenin, raggiunge i quarti di finale sconfitte dalle future campionesse Hsieh Su-wei/Strýcová.
Successivamente il mondo del tennis è costretto a uno stop forzato dal 9 marzo al 3 agosto a causa della pandemia di COVID-19. Molti tornei vengono annullati o posticipati, come i Giochi della XXXII Olimpiade (posticipati al 2021) e il Torneo di Wimbledon (annullato per questa stagione, per la prima volta dalle due Guerre Mondiali).
Alla ripresa rinuncia ai tornei di Cincinnati e agli US Open, disputando la prima partita al Foro Italico, uscendo all'esordio a sorpresa contro Danka Kovinić, e concludendo ivi la stagione, non partecipando all'Open di Parigi a causa di un problema al braccio destro.

### 2021: Oro olimpico a Tokyo e 300 vittorie in singolare; argento olimpico in doppio
Inizia l'anno al Grampians Trophy dove rimedia una sconfitta al secondo turno. Agli Australian Open replica il terzo turno del 2019 e del 2020. In seguito approda alla semifinale dell'Adelaide International dove si impone su Gauff prima di sfidare la polacca Iga Świątek a cui si arrende in due set. Esce al primo turno al torneo di Doha. A Dubai viene sconfitta al secondo turno così come a Miami da Vondrousova.
Inizia la stagione sulla terra a Stoccarda con un altro secondo turno, fermata stavolta da Aleksandrova. A Madrid, invece, riesce a cogliere i quarti di finale, sconfiggendo fra le altre Ons Jabeur prima di arrendersi a Paula Badosa. Dopo un primo turno a Roma, si presenta a Parigi, dove raccoglie (contro Kasatkina) l'ennesimo secondo turno.
All'inizio dello swing su erba si sposta a Berlino dove giunge in finale eliminando Niemeier, Martic, Aleksandrova e Cornet, prima di arrendersi alla qualificata Samsonova. Nei seguenti due impegni britannici su erba (Eastbourne e Wimbledon) delude le aspettative, perdendo al secondo turno nel WTA 500 e cedendo all'esordio nei Championships.

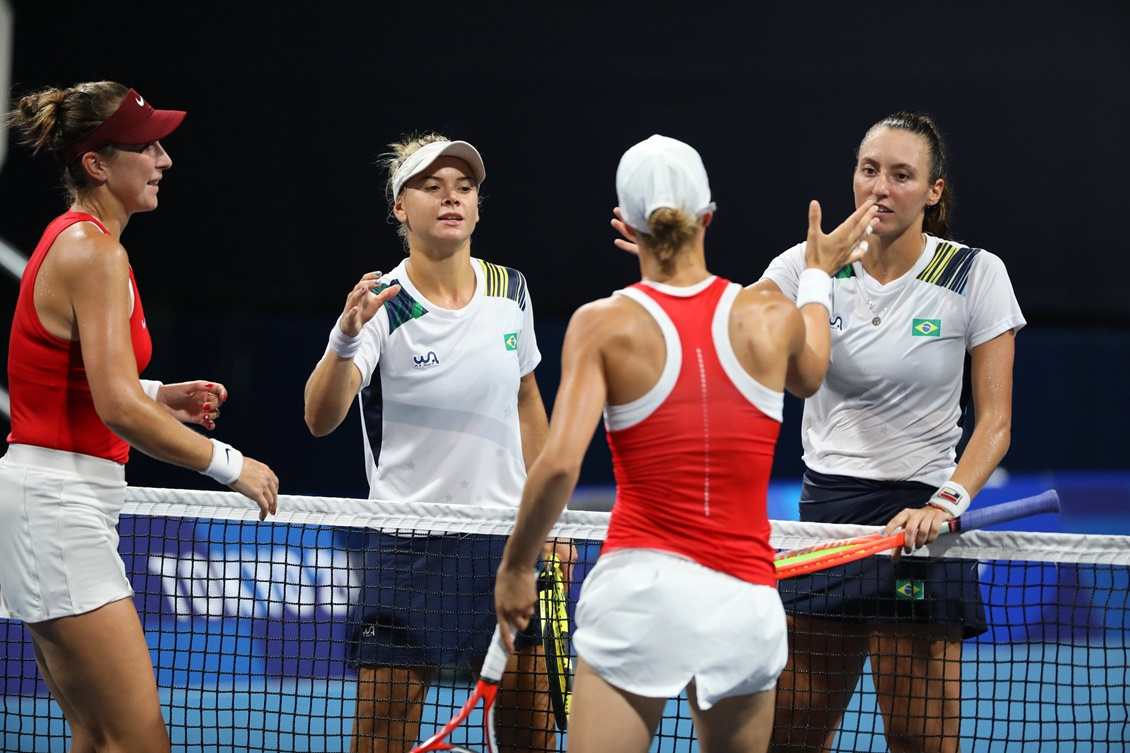
Bencic (prima a sinistra) e Golubic dopo la vittoria valida per la finale sulle brasiliane Pigossi e Stefani ai Giochi olimpici di Tokyo

Si presenta poi alle olimpiadi di Tokyo, dove gioca sia in singolare che in doppio. Nel primo approda ai quarti grazie ai successi su Pegula, Doi e Krejčíková. Qui prevale sulla finalista dell'ultimo Open di Francia, Pavlyuchenkova. In semifinale, la spunta su Elena Rybakina dopo una maratona di quasi tre ore. Nella finale riesce a battere Vondroušová aggiudicandosi l'oro, prima volta per la Svizzera da Barcellona 1992 quando a salire sul gradino più alto del podio fu Marc Rosset.
In doppio, assieme Golubic, sconfigge nel primo turno al tiebreak le giapponesi Aoyama/Shibahara e in semifinale le brasiliane Pigossi/Stefani. Le elvetiche escono tuttavia sconfitte dalla finale contro le ceche Krejčíková/Siniaková, conquistando comunque il secondo argento femminile nella specialità per la Svizzera, dopo Bacsinszky/Hingis nel 2016.
Dopo l'exploit olimpico ritorna in campo a Cincinnati, dove agli ottavi approfitta del ritiro in campo di Karolína Muchová, raggiungendo le 300 vittorie in carriera. Nei quarti cede a sorpresa alla connazionale Jil Teichmann.
Agli US Open arriva ai quarti senza perdere set nel suo percorso, battendo fra le altre Pegula e la nº7 del seeding Świątek in due set, prima di essere sconfitta dalla rivelazione del torneo nonché futura vincitrice e nº 150 del mondo, Emma Raducanu. A Chicago raccoglie il suo sesto quarto di finale stagionale durante il quale si infortuna lasciando la vittoria all'avversaria Rybakina.
A fine anno gioca per la Svizzera la Billie Jean King Cup. Le elvetiche sono inserite nel difficile gruppo D, con Germania e Repubblica Ceca. Grazie ai successi nel singolare di Bencic e di Golubic, la Svizzera conquista il primo punto. Nel tie decisivo con le ceche, l'elvetica vince il singolare e il decisivo doppio assieme a Teichmann su Hradecká/Siniakova, permettendo l'ingresso nella semifinale contro l'Australia, in cui sono determinanti di nuovo le vittorie nel singolare di Bencic e di Teichmann. La Svizzera disputa quindi la sua seconda finale della storia nella competizione, la prima nel nuovo millennio. Ma contro la Russia le singolariste elvetiche non riescono a replicare i successi precedenti, consegnando il trofeo alle avversarie.

### 2022: semifinale nel '1000' di Miami e sesto titolo WTA
Inizia l'anno con i quarti a Sydney dove cede alla futura vincitrice Badosa. Agli Australian Open ottiene solo un secondo turno. A San Pietroburgo raggiunge di nuovo i quarti. Delude le aspettative a Doha, dove si arrende all'esordio alla danese Tauson. A Miami conquista la sua prima semifinale, dove si arrende, per la prima volta dal 2013, a Naomi Ōsaka.
A Charleston approda ai quarti eliminando fra le altre la nº9 del seeding Keys, la prima top-ten dell'anno, Badosa, e Aleksandrova in semifinale, prima di prevalere in finale alla nº 10 del mondo, Jabeur, aggiudicandosi il sesto titolo WTA in carriera e il primo sulla terra. Nel doppio disputa il torneo in coppia con Anhelina Kalinina. Le due cedono in semifinale alle future campionesse Klepač/Linette. A Madrid non va oltre gli ottavi di finale, sconfitta da Jabeur, futura vincitrice del torneo. A Roma fa solo un secondo turno. All'Open di Francia, dove conclude la parentesi sul rosso, va meglio cogliendo il terzo turno grazie anche alle vittorie su Andreescu e Fernandez.
Sull'erba arriva ai quarti a 's-Hertogenbosch (dove perde da Kudermetova, che poi vincerà il torneo) prima di partecipare al '500' di Berlino, dove difende la finale colta nel 2021. Qui si impone dopo tre ore di gioco di semifinale sulla la top-10 Sakkarī, per poi essere costretta al ritiro nella finale contro Jabeur nel loro terzo incontro stagionale a causa di una insidiosa storta alla caviglia. Torna in campo prematuramente alcune settimane dopo a Wimbledon uscendo all'esordio. Partecipa quindi al Ladies Open Lausanne, fermandosi ai quarti di finale. Va meglio al National Bank Open dove batte Serena Williams, ad un passo d'addio al tennis, e Muguruza, prima dell'incontro con Haddad Maia. A Cincinnati incassa una sorprendente sconfitta al primo turno per mano di Cirstea. All'ultimo Slam stagionale esce al terzo turno per mano di Karolina Pliskova.
Torna in campo quasi un mese dopo a Tallinn dove centra la semifinale contro Krejcikova, dopo anche una vittoria su Vekic. Ad Ostrava dà forfait dopo la vittoria nell'esordio, mentre a Guadalajara non va oltre il secondo turno. I risultati poco soddisfacenti raccolti da luglio in poi le impediscono di qualificarsi per le WTA Finals di Fort Worth. A fine anno annuncia il cambio del coach, facendosi seguire dal russo Dimitri Tursunov, già capace di ottimi risultati con giocatrici del calibro di Kontaveit e Sabalenka.
Chiude l'anno con la partecipazione alle finali di Billie Jean King Cup, dove con grande carisma guida la sua nazionale alla seconda finale consecutiva, grazie alle sue vittorie di girone contro l'italiana Jasmine Paolini e la canadese Fernandez, sia in semifinale contro Karolina Pliskova. Nello scontro con l'Australia per il titolo, le due vittorie nel singolare, compresa quella della Bencic, sono determinanti per raggiungere la prima vittoria nel prestigioso torneo a squadre.

### 2023: due titoli WTA, ritorno in top 10 e la gravidanza
Apre la nuova stagione come aveva concluso la precedente rappresentando la propria nazione, questa volta nella neonata United Cup. L'esordio è contro la Polonia della numero uno Swiatek, che ha la meglio. La successiva vittoria sulla kazaka Putintseva non cambia le sorti del girone ed è la Polonia a qualificarsi.
Ad Adelaide ottiene vittorie convincenti su Muguruza, Kalinskaya e la numero 4 del mondo Garcia. In semifinale beneficia del walkover dell'avversaria Veronika Kudermetova. Nella prima finale stagionale affronta Kasatkina alla quale lascia appena 2 giochi conquistando così il suo settimo titolo nel circuito maggiore. Questo risultato le garantisce anche il ritorno tra le prime 10 giocatrici del ranking WTA, dopo 2 anni di assenza. A Melbourne raggiunge la seconda settimana senza perdere alcun set. Agli ottavi di finale si scontra con Sabalenka, favorita alla vittoria del match e del torneo, che confermerà entrambi i pronostici della vigilia.
Nel WTA 500 di Abu Dhabi prosegue il suo ottimo stato di forma, vincendo il torneo superando in finale Samsonova. A Doha, raggiunge i quarti di finale prima di dare forfait contro Swiatek. Tra Dubai, Indian Wells e Miami non riesce a superare il terzo turno.
Gioca il primo torneo sulla terra a Charleston, dove difende il titolo battendo fra le altre Rogers e Aleksandrova, Pegula in semifinale, ma perde l'incontro per il titolo contro Jabeur, nel rematch del 2022. Al Roland Garros delude le aspettative, uscendo subito contro la lucky loser Elina Avanesjan.
Sull'erba gioca solo a Wimbledon, dove perfeziona il suo miglior risultato del torneo arrivando a sfidare al quarto turno Swiatek, da cui perde dopo non aver convertito due match point.
Sul cemento americano, si ferma ai quarti di Washington contro la futura campionessa Gauff; a Montréal, raggiunge di nuovo i quarti, dove si arrende stavolta a Samsonova. All'US Open raggiunge il suo quarto ottavo di finale dello Slam newyorchese.
Dopo un'eliminazione al primo turno a San Diego, a inizio novembre annuncia sul suo profilo Instagram di essere incinta, prendendosi quindi la dovuta pausa dai campi di gioco.

### 2024-2025: rientro e 9º titolo WTA
Bencic rientra ufficialmente nel circuito a fine ottobre 2024, giocando l'ITF di Amburgo: dopo un successo su Julija Avdeeva, perde dalla finlandese Kulikova. Successivamente la svizzera riesce a raggiungere la finale nel WTA 125 di Angers, la prima a questo livello dal 2017; nel match valevole per il titolo, perde da Alycia Parks. Grazie a questi risultati, rientra nel ranking WTA, chiudendo il 2024 al n°913.
Inizia il 2025 alla United Cup, dove la Svizzera è inserita nel gruppo D assieme ad Italia e Francia. Qui batte Chloé Paquet e poi porta il punto decisivo alla sua nazionale vincendo il doppio misto con Dominic Stricker. Nel tie contro l'Italia, perde malamente contro la top-5 Paolini e poi cede nel doppio misto con Stricker; alla fine, la Svizzera esce nella fase a gironi.
Nel WTA 500 di Adelaide, passando dalle qualificazioni, approfitta del ritiro di Anna Kalinskaja al primo turno del main-draw per poi arrendersi a Ljudmila Samsonova in tre set. Presente all'Australian Open grazie al ranking protetto, la svizzera esordisce con una vittoria contro Ostapenko. Successivamente, elimina Lamens e approfitta del ritiro dell'ex n°1 del mondo Ōsaka, approdando agli ottavi di finale, eguagliando così il suo miglior risultato a Melbourne raggiunto nel 2016 e nel 2023. Nel match valevole per i quarti, Bencic cede il passo a Coco Gauff, n°3 del mondo,  in tre set.
Grazie a una wild card, prende parte al torneo di Abu Dhabi: dopo aver ceduto un set a Šramková, rifila un doppio 6-0 a Kudermetova, approdando ai quarti. Qui supera un'altra wild card, Markéta Vondroušová, conquistando la semifinale dove sconfigge la n°1 del seeding e campionessa in carica Elena Rybakina, raggiungendo la finale, in cui s'impone sull'americana Ashlyn Krueger in tre set. Per Bencic è il nono titolo in carriera, il secondo ad Abu Dhabi e il quarto consecutivo di livello '500'.

## Statistiche WTA

### Singolare

#### Vittorie (9)
| Legenda               | Legenda      |
| --------------------- | ------------ |
| Grande Slam (0)       |              |
| Ori Olimpici (1)      |              |
| WTA Finals (0)        |              |
| WTA Elite Trophy (0)  |              |
| Dal 2009 al 2020      | Dal 2021     |
| Premier Mandatory (0) | WTA 1000 (0) |
| Premier 5 (2)         | WTA 1000 (0) |
| Premier (2)           | WTA 500 (4)  |
| International (0)     | WTA 250 (0)  |

| N. | Data             | Torneo                               | Superficie  | Avversaria in finale     | Punteggio                |
| 1. | 27 giugno 2015   | Eastbourne International, Eastbourne | Erba        | Agnieszka Radwańska      | 6–4, 4–6, 6–0            |
| 2. | 16 agosto 2015   | Canadian Open, Toronto               | Cemento     | Simona Halep             | 7–6(5), 6(4)–7, 3–0 rit. |
| 3. | 23 febbraio 2019 | Dubai Tennis Championships, Dubai    | Cemento     | Petra Kvitová            | 6–3, 1–6, 6–2            |
| 4. | 20 ottobre 2019  | Kremlin Cup, Mosca                   | Cemento (i) | Anastasija Pavljučenkova | 3–6, 6–1, 6–1            |
| 5. | 31 luglio 2021   | Giochi Olimpici, Tokyo               | Cemento     | Markéta Vondroušová      | 7–5, 2–6, 6–3            |
| 6. | 10 aprile 2022   | Charleston Open, Charleston          | Terra verde | Ons Jabeur               | 6–1, 5–7, 6–4            |
| 7. | 14 gennaio 2023  | Adelaide International, Adelaide     | Cemento     | Dar'ja Kasatkina         | 6–0, 6–2                 |
| 8. | 12 febbraio 2023 | Abu Dhabi Open, Abu Dhabi            | Cemento     | Ljudmila Samsonova       | 1–6, 7–6(8), 6–4         |
| 9. | 8 febbraio 2025  | Abu Dhabi Open, Abu Dhabi (2)        | Cemento     | Ashlyn Krueger           | 4–6, 6–1, 6–1            |

#### Sconfitte (10)
| Legenda               | Legenda      |
| --------------------- | ------------ |
| Grande Slam (0)       |              |
| Argenti Olimpici (0)  |              |
| WTA Finals (0)        |              |
| WTA Elite Trophy (0)  |              |
| Dal 2009 al 2020      | Dal 2021     |
| Premier Mandatory (0) | WTA 1000 (0) |
| Premier 5 (0)         | WTA 1000 (0) |
| Premier (2)           | WTA 500 (4)  |
| International (4)     | WTA 250 (0)  |

| N.  | Data              | Torneo                                        | Superficie  | Avversaria in finale | Punteggio           |
| 1.  | 12 ottobre 2014   | Tianjin Open, Tientsin                        | Cemento     | Alison Riske         | 3–6, 4–6            |
| 2.  | 14 giugno 2015    | Rosmalen Open, S'Hertogenbosch                | Erba        | Camila Giorgi        | 5–7, 3–6            |
| 3.  | 27 settembre 2015 | Pan Pacific Open, Tokyo                       | Cemento     | Agnieszka Radwańska  | 2–6, 2–6            |
| 4.  | 14 febbraio 2016  | St. Petersburg Ladies Trophy, San Pietroburgo | Cemento (i) | Roberta Vinci        | 4–6, 3–6            |
| 5.  | 20 ottobre 2018   | Luxembourg Open, Lussemburgo                  | Cemento (i) | Julia Görges         | 4–6, 5–7            |
| 6.  | 23 giugno 2019    | Mallorca Open, Maiorca                        | Erba        | Sofia Kenin          | 7–6(2), 6(5)–7, 4–6 |
| 7.  | 27 febbraio 2021  | Adelaide International, Adelaide              | Cemento     | Iga Świątek          | 2–6, 2–6            |
| 8.  | 20 giugno 2021    | German Open, Berlino                          | Erba        | Ljudmila Samsonova   | 6–1, 1–6, 3–6       |
| 9.  | 19 giugno 2022    | German Open, Berlino (2)                      | Erba        | Ons Jabeur           | 3–6, 1–2 rit.       |
| 10. | 9 aprile 2023     | Charleston Open, Charleston                   | Terra verde | Ons Jabeur           | 6(6)–7, 4–6         |

### Doppio

#### Vittorie (2)
| Legenda               | Legenda      |
| --------------------- | ------------ |
| Grande Slam (0)       |              |
| Ori Olimpici (0)      |              |
| WTA Finals (0)        |              |
| WTA Elite Trophy (0)  |              |
| Dal 2009 al 2020      | Dal 2021     |
| Premier Mandatory (0) | WTA 1000 (0) |
| Premier 5 (0)         | WTA 1000 (0) |
| Premier (0)           | WTA 500 (0)  |
| International (2)     | WTA 250 (0)  |

| N. | Data          | Torneo                      | Superficie  | Compagna            | Avversari in finale              | Punteggio   |
| 1. | 2 maggio 2015 | Prague Open, Praga          | Terra rossa | Kateřina Siniaková  | Kateryna Bondarenko Eva Hrdinová | 6–2, 6–2    |
| 2. | 9 agosto 2015 | Washington Open, Washington | Cemento     | Kristina Mladenovic | Lara Arruabarrena Andreja Klepač | 7–5, 7–6(7) |

#### Sconfitte (1)
| Legenda              |
| -------------------- |
| Grande Slam (0)      |
| Argenti Olimpici (1) |
| WTA Finals (0)       |
| WTA Elite Trophy (0) |
| Dal 2021             |
| WTA 1000 (0)         |
| WTA 500 (0)          |
| WTA 250 (0)          |

| N. | Data           | Torneo                 | Superficie | Compagna          | Avversarie in finale                  | Punteggio |
| 1. | 1º agosto 2021 | Giochi Olimpici, Tokyo | Cemento    | Viktorija Golubic | Barbora Krejčíková Kateřina Siniaková | 5–7, 1–6  |

## Circuito WTA 125

### Singolare

#### Vittorie (2)
| N. | Data             | Torneo                     | Superficie    | Avversaria in finale | Punteggio   |
| 1. | 12 novembre 2017 | Hua Hin Open, Hua Hin      | Cemento       | Hsieh Su-wei         | 6–3, 6–4    |
| 2. | 19 novembre 2017 | Taipei Ladies Open, Taipei | Sintetico (i) | Arantxa Rus          | 7–6(3), 6–1 |

#### Sconfitte (1)
| N. | Data            | Torneo                          | Superficie  | Avversaria in finale | Punteggio        |
| 1. | 8 dicembre 2024 | Open Angers Arena Loire, Angers | Cemento (i) | Alycia Parks         | 6(4)–7, 6–3, 0–6 |

### Doppio

#### Sconfitte (1)
| N. | Data            | Torneo                          | Superficie  | Compagna    | Avversarie in finale                 | Punteggio |
| 1. | 8 dicembre 2024 | Open Angers Arena Loire, Angers | Cemento (i) | Céline Naef | Monica Niculescu Elena-Gabriela Ruse | 3–6, 4–6  |

## Statistiche ITF

### Singolare

#### Vittorie (5)
| Torneo $100.000 (2) |
| Torneo $80.000 (1)  |
| Torneo $75.000 (0)  |
| Torneo $60.000 (0)  |
| Torneo $50.000 (0)  |
| Torneo $25.000 (0)  |
| Torneo $15.000 (0)  |
| Torneo $10.000 (2)  |

| N. | Data              | Torneo                                      | Superficie  | Avversaria in finale | Punteggio   |
| 1. | 23 settembre 2012 | Jolie Ville Golf Women's 4, Sharm el-Sheikh | Cemento     | Fatma Al-Nabhani     | 6–3, 7–6(4) |
| 2. | 30 settembre 2012 | Jolie Ville Golf Women's 5, Sharm el-Sheikh | Cemento     | Barbara Haas         | 6–4, 6–0    |
| 3. | 23 settembre 2017 | Neva Cup, San Pietroburgo                   | Cemento (i) | Dajana Jastrems'ka   | 6–2, 6–3    |
| 4. | 16 dicembre 2017  | Al Habtoor Tennis Challenge, Dubai          | Cemento     | Ajla Tomljanović     | 6–4, rit.   |
| 5. | 11 novembre 2018  | Red Rock Pro Open, Las Vegas                | Cemento     | Nicole Gibbs         | 7–5, 6–1    |

#### Sconfitte (1)
| Torneo $100.000 (0) |
| Torneo $80.000 (0)  |
| Torneo $75.000 (0)  |
| Torneo $60.000 (0)  |
| Torneo $50.000 (0)  |
| Torneo $25.000 (1)  |
| Torneo $15.000 (0)  |
| Torneo $10.000 (0)  |

| N. | Data            | Torneo                | Superficie | Avversaria in finale | Punteggio |
| 1. | 20 ottobre 2013 | Gosen Cup, Makinohara | Erba       | Zarina Dijas         | 3–6, 4–6  |

### Doppio

#### Vittorie (3)
| Torneo $100.000 (1) |
| Torneo $80.000 (0)  |
| Torneo $75.000 (0)  |
| Torneo $60.000 (0)  |
| Torneo $50.000 (0)  |
| Torneo $25.000 (1)  |
| Torneo $15.000 (0)  |
| Torneo $10.000 (1)  |

| N. | Data              | Torneo                                         | Superficie  | Compagna           | Avversarie in finale                    | Punteggio           |
| 1. | 23 settembre 2012 | Jolie Ville Golf Women's 4, Sharm el-Sheikh    | Cemento     | Lou Brouleau       | Olga Brózda Ganna Piven                 | 7–6(3), 3–6, [10–6] |
| 2. | 23 giugno 2013    | Lenzerheide Open, Lenzerheide                  | Terra rossa | Kateřina Siniaková | Veronika Kudermetova Diāna Marcinkēviča | 6–0, 6–2            |
| 3. | 28 ottobre 2017   | Internationaux Féminins de la Vienne, Poitiers | Cemento (i) | Yanina Wickmayer   | Mihaela Buzărnescu Nicola Geuer         | 7–6(7), 6–3         |

#### Sconfitte (2)
| Torneo $100.000 (1) |
| Torneo $80.000 (0)  |
| Torneo $75.000 (0)  |
| Torneo $60.000 (0)  |
| Torneo $50.000 (0)  |
| Torneo $25.000 (1)  |
| Torneo $15.000 (0)  |
| Torneo $10.000 (0)  |

| N. | Data              | Torneo                        | Superficie  | Compagna         | Avversarie in finale               | Punteggio |
| 1. | 27 ottobre 2013   | Hamanako Tokyu Cup, Hamamatsu | Erba        | Sofia Šapatava   | Shūko Aoyama Junri Namigata        | 4–6, 3–6  |
| 2. | 22 settembre 2017 | Neva Cup, San Pietroburgo     | Cemento (i) | Michaela Hončová | Anna Blinkova Veronika Kudermetova | 3–6, 1–6  |

## Grand Slam Junior

### Singolare

#### Vittorie (2)
| Tornei del Grande Slam  |
| ----------------------- |
| Australian Open (0)     |
| Open di Francia (1)     |
| Torneo di Wimbledon (1) |
| US Open (0)             |

| N. | Data          | Torneo                      | Superficie  | Avversaria in finale | Punteggio     |
| 1. | 8 giugno 2013 | Open di Francia, Parigi     | Terra rossa | Antonia Lottner      | 6–1, 6–3      |
| 2. | 6 luglio 2013 | Torneo di Wimbledon, Londra | Erba        | Taylor Townsend      | 4–6, 6–1, 6–4 |

### Doppio

#### Sconfitte (3)
| Tornei del Grande Slam  |
| ----------------------- |
| Australian Open (0)     |
| Open di Francia (0)     |
| Torneo di Wimbledon (1) |
| US Open (2)             |

| N. | Data             | Torneo                      | Superficie | Compagna            | Avversarie in finale                  | Punteggio |
| 1. | 7 luglio 2012    | Torneo di Wimbledon, Londra | Erba       | Ana Konjuh          | Eugenie Bouchard Taylor Townsend      | 4–6, 3–6  |
| 2. | 8 settembre 2012 | US Open, New York           | Cemento    | Petra Uberalová     | Gabrielle Andrews Taylor Townsend     | 4–6, 3–6  |
| 3. | 7 settembre 2013 | US Open, New York (2)       | Cemento    | Sara Sorribes Tormo | Barbora Krejčíková Kateřina Siniaková | 3–6, 4–6  |

## Risultati in progressione
| Sigla | Risultato               |
| ----- | ----------------------- |
| V     | Vincitore               |
| F     | Finalista               |
| SF    | Semifinalista           |
| O     | Oro olimpico            |
| A     | Argento olimpico        |
| SF    | Bronzo olimpico         |
| QF    | Quarti di Finale        |
| 4T    | Quarto turno            |
| 3T    | Terzo turno             |
| 2T    | Secondo turno           |
| 1T    | Primo turno             |
| RR    | Round Robin             |
| LQ    | Turno di qualificazione |
| A     | Assente                 |
| ND    | Non disputato           |

| Legenda superfici    |
| -------------------- |
| Cemento              |
| Terra battuta        |
| Erba                 |
| Superficie variabile |

### Singolare
Aggiornato a fine WTA Tour 2023
| Torneo                 | 2012            | 2013            | 2014            | 2015            | 2016            | 2017            | 2018            | 2019          | 2020          | 2021            | 2022            | 2023            | Titoli       | V–S          |              |
| ---------------------- | --------------- | --------------- | --------------- | --------------- | --------------- | --------------- | --------------- | ------------- | ------------- | --------------- | --------------- | --------------- | ------------ | ------------ | ------------ |
| Tornei del Grande Slam |                 |                 |                 |                 |                 |                 |                 |               |               |                 |                 |                 |              |              |              |
| Australian Open        | Assente         | Assente         | 2T              | 1T              | 4T              | 1T              | 2T              | 3T            | 3T            | 3T              | 2T              | 4T              | 0 / 10       | 15–10        |              |
| Open di Francia        | Assente         | Assente         | 1T              | 2T              | Assente         | Assente         | 2T              | 3T            | A             | 2T              | 3T              | 1T              | 0 / 7        | 7–7          |              |
| Wimbledon              | Assente         | Assente         | 3T              | 4T              | 2T              | A               | 4T              | 3T            | ND            | 1T              | 1T              | 4T              | 0 / 8        | 14–8         |              |
| US Open                | Assente         | Assente         | QF              | 3T              | 3T              | A               | 1T              | SF            | A             | QF              | 3T              | 4T              | 0 / 8        | 22–8         |              |
| Vittorie–Sconfitte     | 0–0             | 0–0             | 7–4             | 6–4             | 6–3             | 0–1             | 5–4             | 11–4          | 2–1           | 7–4             | 5–4             | 9–4             | 0 / 33       | 58–33        |              |
| Giochi olimpici        |                 |                 |                 |                 |                 |                 |                 |               |               |                 |                 |                 |              |              |              |
| Giochi olimpici        | A               | Non disputati   | Non disputati   | Non disputati   | A               | Non disputati   | Non disputati   | Non disputati | Non disputati | 1º              | ND              | ND              | 1 / 1        | 6–0          |              |
| Tornei di fine anno    |                 |                 |                 |                 |                 |                 |                 |               |               |                 |                 |                 |              |              |              |
| WTA Finals             | Non qualificata | Non qualificata | Non qualificata | Non qualificata | Non qualificata | Non qualificata | Non qualificata | SF            | ND            | Non qualificata | Non qualificata | Non qualificata | 0 / 1        | 2–2          |              |
| WTA 1000               |                 |                 |                 |                 |                 |                 |                 |               |               |                 |                 |                 |              |              |              |
| Doha / Dubai[1]        | Assente         | Assente         | Assente         | 2T              | 2T              | Assente         | Assente         | V             | QF            | 3T              | 2T              | 3T              | 1 / 7        | 11–6         |              |
| Indian Wells           | Assente         | Assente         | 1T              | 4T              | 3T              | 2T              | 2T              | SF            | ND            | A               | 2T              | 2T              | 0 / 8        | 9–8          |              |
| Miami                  | Assente         | Assente         | Assente         | 4T              | 2T              | 1T              | A               | 2T            | ND            | 3T              | SF              | 3T              | 0 / 7        | 9–7          |              |
| Madrid                 | Assente         | Assente         | 1T              | 1T              | Assente         | Assente         | Assente         | SF            | ND            | QF              | 3T              | A               | 0 / 5        | 9–5          |              |
| Roma                   | Assente         | Assente         | 2T              | 1T              | Assente         | Assente         | Assente         | 2T            | 2T            | 2T              | 2T              | A               | 0 / 6        | 3–6          |              |
| Montréal / Toronto     | Assente         | Assente         | Assente         | V               | Assente         | Assente         | Assente         | 3T            | ND            | A               | QF              | QF              | 1 / 4        | 14–3         |              |
| Cincinnati             | Assente         | Assente         | 1T              | 3T              | 2T              | Assente         | Assente         | 1T            | A             | QF              | 1T              | 1T              | 0 / 7        | 5–7          |              |
| Tokyo / Wuhan[2]       | A               | 2T              | A               | 2T              | 1T              | A               | 1T              | 1T            | Non Disputato | Non Disputato   | Non Disputato   | Non Disputato   | 0 / 5        | 2–5          |              |
| Pechino                | Assente         | Assente         | 1T              | 2T              | 2T              | A               | 1T              | 3T            | Non Disputato | Non Disputato   | Non Disputato   | A               | 0 / 5        | 4–5          |              |
| Guadalajara            | Non Disputato   | Non Disputato   | Non Disputato   | Non Disputato   | Non Disputato   | Non Disputato   | Non Disputato   | Non Disputato | Non Disputato | Non Disputato   | 2T              | A               | 0 / 1        | 1–1          |              |
| Carriera               |                 |                 |                 |                 |                 |                 |                 |               |               |                 |                 |                 |              |              |              |
| Tornei giocati         | 1               | 3               | 17              | 23              | 21              | 8               | 14              | 21            | 7             | 20              | 21              | 15              | 171          | 171          |              |
| Titoli                 | 0               | 0               | 0               | 2               | 0               | 0               | 0               | 2             | 0             | 1               | 1               | 2               | 8            | 8            |              |
| Finali                 | 0               | 0               | 1               | 4               | 1               | 0               | 1               | 3             | 0             | 3               | 2               | 3               | 18           | 18           |              |
| Totale V–S             | 0–1             | 2–3             | 19–17           | 41–20           | 20–21           | 4–9             | 13–16           | 49–21         | 8–8           | 37–20           | 42–18           | 31–13           | 266–167      | 266–167      |              |
| Vittorie %             | 0%              | 40%             | 53%             | 67%             | 49%             | 31%             | 45%             | 70%           | 50%           | 65%             | 70%             | 70%             | 61%          | 61%          |              |
| Ranking di fine anno   | 626             | 212             | 33              | 14              | 43              | 165             | 37              | 8             | 12            | 23              | 12              | 17              | $ 12.222.332 | $ 12.222.332 | $ 12.222.332 |

Note
- 1 Il Dubai Tennis Championships e il Qatar Ladies Open di Doha si scambiano frequentemente lo status tra evento Premier ed evento Premier 5.
- 2 Nel 2014 il Toray Pan Pacific Open ha cambiato lo status in evento Premier ed è stato sostituito dal Wuhan Open come evento Premier 5.

### Doppio nei tornei del Grande Slam
| Torneo             | 2014          | 2015          | 2016 | 2017          | 2018          | 2019          | 2020          | 2021    | 2022    | 2023    | Titoli | V–S  |
| ------------------ | ------------- | ------------- | ---- | ------------- | ------------- | ------------- | ------------- | ------- | ------- | ------- | ------ | ---- |
| Australian Open    | A             | 1T            | 2T   | 1T            | A             | 1T            | A             | 1T      | A       | 2T      | 0 / 6  | 2–5  |
| Open di Francia    | A             | 3T            | A    | A             | 1T            | 2T            | A             | A       | 1T      | A       | 0 / 4  | 3–4  |
| Wimbledon          | 2T            | 2T            | A    | A             | 1T            | 1T            | ND            | 1T      | 2T      | A       | 0 / 6  | 3–6  |
| US Open            | 1T            | 1T            | 1T   | A             | 1T            | Assente       | Assente       | Assente | Assente | Assente | 0 / 4  | 0–4  |
| Vittorie/Sconfitte | 1–2           | 3–4           | 1–1  | 0–1           | 0–3           | 1–3           | 0–0           | 0–2     | 1–2     | 1–1     | 0 / 20 | 8–19 |
| Giochi olimpici    |               |               |      |               |               |               |               |         |         |         |        |      |
| Giochi olimpici    | Non disputati | Non disputati | A    | Non disputati | Non disputati | Non disputati | Non disputati | 2º      | ND      | ND      | 0 / 1  | 4–1  |

### Doppio misto nei tornei del Grande Slam
| Torneo             | 2014    | 2015    | 2016    | 2017    | 2018    | 2019    | 2020    | 2021    | 2022    | 2023    | Titoli | V-S |
| ------------------ | ------- | ------- | ------- | ------- | ------- | ------- | ------- | ------- | ------- | ------- | ------ | --- |
| Australian Open    | Assente | Assente | Assente | Assente | Assente | Assente | Assente | Assente | Assente | Assente | 0 / 0  | 0–0 |
| Open di Francia    | Assente | Assente | Assente | Assente | Assente | Assente | Assente | Assente | Assente | Assente | 0 / 0  | 0–0 |
| Wimbledon          | 3T      | 2T      | Assente | Assente | Assente | Assente | Assente | Assente | Assente | Assente | 0 / 2  | 3–2 |
| US Open            | A       | 1T      | Assente | Assente | Assente | Assente | Assente | 2T      | Assente | Assente | 0 / 2  | 1–2 |
| Vittorie/Sconfitte | 2–1     | 1–2     | 0–0     | 0–0     | 0–0     | 0–0     | 0-0     | 1-1     | 0-0     | 0-0     | 0 / 4  | 4–4 |

## Vittorie contro giocatrici Top 10
| Stagione | 2014 | 2015 | 2016 | 2017 | 2018 | 2019 | 2020 | 2021 | 2022 | 2023 | 2024 | 2025 | Totale |
| -------- | ---- | ---- | ---- | ---- | ---- | ---- | ---- | ---- | ---- | ---- | ---- | ---- | ------ |
| Vittorie | 2    | 8    | 1    | 0    | 2    | 11   | 0    | 3    | 4    | 4    | 0    | 3    | 38     |

| #    | Giocatrice             | Ranking | Evento                               | Superficie  | Turno | Punteggio                | Rank. BBR |
| ---- | ---------------------- | ------- | ------------------------------------ | ----------- | ----- | ------------------------ | --------- |
| 2014 |                        |         |                                      |             |       |                          |           |
| 1.   | Angelique Kerber (1)   | 7       | US Open, New York                    | Cemento     | 3T    | 6–1, 7–5                 | 58        |
| 2.   | Jelena Janković        | 10      | US Open, New York                    | Cemento     | 4T    | 7–6(6), 6–3              | 58        |
| 2015 |                        |         |                                      |             |       |                          |           |
| 3.   | Caroline Wozniacki (1) | 5       | Indian Wells Open, Indian Wells      | Cemento     | 3T    | 6–4, 6–4                 | 37        |
| 4.   | Caroline Wozniacki (2) | 5       | Eastbourne International, Eastbourne | Erba        | SF    | 3–0 rit.                 | 31        |
| 5.   | Caroline Wozniacki (3) | 5       | Canadian Open, Toronto               | Cemento     | 2T    | 7–5, 7–5                 | 20        |
| 6.   | Ana Ivanović           | 6       | Canadian Open, Toronto               | Cemento     | QF    | 6–4, 6–2                 | 20        |
| 7.   | Serena Williams        | 1       | Canadian Open, Toronto               | Cemento     | SF    | 3–6, 7–5, 6–4            | 20        |
| 8.   | Simona Halep (1)       | 3       | Canadian Open, Toronto               | Cemento     | F     | 7–6(5), 6(4)–7, 3–0 rit. | 20        |
| 9.   | Garbiñe Muguruza (1)   | 8       | Pan Pacific Open, Tokyo              | Cemento     | QF    | 7–6(1), 6–1              | 15        |
| 10.  | Caroline Wozniacki (4) | 8       | Pan Pacific Open, Tokyo              | Cemento     | SF    | 6–2, 6–4                 | 15        |
| 2016 |                        |         |                                      |             |       |                          |           |
| 11.  | Angelique Kerber (2)   | 2       | Fed Cup, Lipsia                      | Cemento (i) | QF    | 7–6(4), 6–3              | 11        |
| 2018 |                        |         |                                      |             |       |                          |           |
| 12.  | Venus Williams         | 5       | Australian Open, Melbourne           | Cemento     | 1T    | 6–3, 7–5                 | 78        |
| 13.  | Caroline Garcia (1)    | 6       | Torneo di Wimbledon, Londra          | Erba        | 1T    | 7–6(2), 6–3              | 56        |
| 2019 |                        |         |                                      |             |       |                          |           |
| 14.  | Aryna Sabalenka        | 9       | Dubai Tennis Championships, Dubai    | Cemento     | 3T    | 6–4, 2–6, 7–6(9)         | 45        |
| 15.  | Simona Halep (2)       | 2       | Dubai Tennis Championships, Dubai    | Cemento     | QF    | 4–6, 6–4, 6–2            | 45        |
| 16.  | Elina Svitolina        | 6       | Dubai Tennis Championships, Dubai    | Cemento     | SF    | 6–2, 3–6, 7–6(3)         | 45        |
| 17.  | Petra Kvitová (1)      | 4       | Dubai Tennis Championships, Dubai    | Cemento     | F     | 6–3, 1–6, 6–2            | 45        |
| 18.  | Naomi Ōsaka (1)        | 1       | Indian Wells Open, Indian Wells      | Cemento     | 4T    | 6–3, 6–1                 | 23        |
| 19.  | Karolína Plíšková      | 5       | Indian Wells Open, Indian Wells      | Cemento     | QF    | 6–3, 4–6, 6–3            | 23        |
| 20.  | Naomi Ōsaka (2)        | 1       | Madrid Open, Madrid                  | Terra rossa | QF    | 3–6, 6–2, 7–5            | 18        |
| 21.  | Angelique Kerber (3)   | 6       | Mallorca Open, Maiorca               | Erba        | SF    | 2–6, 7–6(2), 6–4         | 13        |
| 22.  | Naomi Ōsaka (3)        | 1       | US Open, New York                    | Cemento     | 4T    | 7–5, 6–4                 | 12        |
| 23.  | Petra Kvitová (2)      | 6       | WTA Finals, Shenzhen                 | Cemento (i) | RR    | 6–3, 1–6, 6–4            | 7         |
| 24.  | Kiki Bertens           | 10      | WTA Finals, Shenzhen                 | Cemento (i) | RR    | 7–5, 1–0 ritiro          | 7         |
| 2021 |                        |         |                                      |             |       |                          |           |
| 25.  | Iga Świątek            | 8       | US Open, New York                    | Cemento     | 4T    | 7–6(12), 6–3             | 12        |
| 26.  | Angelique Kerber (4)   | 9       | Billie Jean King Cup, Praga          | Cemento (i) | RR    | 5–7, 6–2, 6–2            | 17        |
| 27.  | Barbora Krejčíková     | 3       | Billie Jean King Cup, Praga          | Cemento (i) | RR    | 7–6(2), 6–4              | 17        |
| 2022 |                        |         |                                      |             |       |                          |           |
| 28.  | Paula Badosa           | 3       | Charleston Open, Charleston          | Terra verde | QF    | 2–6, 7–6(2), 6–4         | 21        |
| 29.  | Ons Jabeur             | 10      | Charleston Open, Charleston          | Terra verde | F     | 6–1, 5–7, 6–4            | 21        |
| 30.  | Maria Sakkarī          | 6       | German Open, Berlino                 | Erba        | SF    | 6(8)–7, 6–4, 6–4         | 17        |
| 31.  | Garbiñe Muguruza (2)   | 8       | Canadian Open, Toronto               | Cemento     | 3T    | 6–1, 6–3                 | 12        |
| 2023 |                        |         |                                      |             |       |                          |           |
| 32.  | Caroline Garcia (2)    | 4       | Adelaide International, Adelaide     | Cemento     | QF    | 6–2, 3–6, 6–4            | 13        |
| 33.  | Dar'ja Kasatkina       | 8       | Adelaide International, Adelaide     | Cemento     | F     | 6–0, 6–2                 | 13        |
| 34.  | Jessica Pegula         | 3       | Charleston Open, Charleston          | Terra verde | SF    | 7–5, 7–6(5)              | 11        |
| 35.  | Petra Kvitová (3)      | 9       | Canadian Open, Montréal              | Cemento     | 3T    | 6(3)–7, 6–1, 6–3         | 13        |
| 2025 |                        |         |                                      |             |       |                          |           |
| 36.  | Elena Rybakina         | 5       | Abu Dhabi Open, Abu Dhabi            | Cemento     | SF    | 3–6, 6–3, 6–4            | 157       |
| 37.  | Coco Gauff             | 3       | Indian Wells Open, Indian Wells      | Cemento     | 4T    | 3–6, 6–3, 6–4            | 58        |
| 38.  | Mirra Andreeva         | 7       | Torneo di Wimbledon, Londra          | Erba        | QF    | 7–6(3), 7–6(2)           | 35        |

## Riconoscimenti
- WTA Comeback Player of the Year (2019)[41]
- Sportiva svizzera dell'anno (2021)